# Jdem temným dnem
Jdem temným dnem je studiové album české zpěvačky Moniky Načevy, vydané v listopadu 2024 společností Polí5. Jsou na něm zhudebněné texty od Ivana Blatného, Egona Bondyho, Vladimíry Čerepkové, Jana Hanče, Věry Jirousové, Milana Kocha, Šárky Smazalové a Pavla Zajíčka. Načevu a její skupinu – kterou tvoří Michal Koval, Vojtěch Procházka a Zdeněk Jurčík – na něm doprovází multiinstrumentalista Tomáš Vtípil, spolu s Načevou producent alba. Album vzniklo ve Vtípilově studiu [dinn is not noise] v Brně, mastering pak provedl Amák Golden ve studiu Golden Hive v Praze. Autorem obalu je Siegfried Herz. V souvislosti s albem byla Načeva nominována na cenu Anděl.

## Seznam skladeb
| Pořadí         | Název                            | Hudba                                                         | Text                | Délka |
| -------------- | -------------------------------- | ------------------------------------------------------------- | ------------------- | ----- |
| 1.             | Fouká vítr tečou řeky            | Monika Načeva, Michal Koval, Vojtěch Procházka, Zdeněk Jurčík | Egon Bondy          | 4:16  |
| 2.             | Černý déšť                       | David Kabzan                                                  | Šárka Smazalová     | 4:53  |
| 3.             | Nazpátek                         | Koval                                                         | Vladimíra Čerepková | 4:44  |
| 4.             | Podzim                           | Tomáš Vtípil                                                  | Ivan Blatný         | 4:47  |
| 5.             | Pravidelnost není rytmem mé duše | Procházka                                                     | Jan Hanč            | 4:53  |
| 6.             | Šaman                            | Načeva, Koval, Procházka, Jurčík                              | Egon Bondy          | 06:34 |
| 7.             | Kdybych                          | Načeva, Koval, Procházka, Jurčík                              | Pavel Zajíček       | 6:33  |
| 8.             | Nikdo neviděl naši lásku         | Načeva, Koval, Procházka, Jurčík                              | Milan Koch          | 5:12  |
| 9.             | Jdem temným dnem                 | Načeva, Koval, Procházka, Jurčík                              | Egon Bondy          | 3:51  |
| 10.            | Uzavřené tělo (pouze na CD)      | Načeva, Koval, Procházka, Jurčík                              | Věra Jirousová      | 5:44  |
| Celková délka: | Celková délka:                   | Celková délka:                                                | Celková délka:      | 51:27 |

## Obsazení
- Monika Načeva – zpěv
- Michal Koval – baskytara, zpěv, doprovodné vokály
- Vojtěch Procházka – klávesy, kytara, baskytara, doprovodné vokály
- Zdeněk Jurčík – bicí, perkuse, doprovodné vokály
- Tomáš Vtípil – elektronika, trubka, mušle, preparovaný klavír, perkuse, doprovodné vokály